# Felice Caivano
Felice Caivano, all'anagrafe Felice Caivano-Schipani (Crotone, 27 gennaio 1852 – Napoli, 1923), è stato un avvocato, linguista, scrittore, letterato, poeta e storico italiano.

## Biografia
È noto soprattutto per aver fondato a Napoli nel 1873 l'Accademia pitagorica, avente come organo di riferimento il periodico Il Pittagora ispirato dalla celeberrima scuola pitagorica fondata a Crotone nel 530 a.C. dal filosofo Pitagora.
La sua opera più importante è Storia crotoniata, preceduta da un cenno sulla Magna Grecia, edita a Napoli da Raffaele Tortora nel 1872.
Dal 1880 al 1881 collaborò per La Luce, quotidiano locale della sua città natale.

## Opere
- Storia crotoniata, preceduta da un cenno sulla Magna Grecia e tratta a fine da un cenno sull’attualità di Cotrone (1872)
- Tombe illustri;
- Ottilia Heirothe e la Repubblica di San Marino;
- All'Italia (In morte di Giuseppe Mazzini);
- I Patriotta, periodico settimanale;
- L'Italia e le geste di Re Vittorio, inno in versi sciolti;
- Amore e speranza, liriche;
- Il moderno galateo;
- La nuova patria;
- Brevi cenni sulla Città di Crotone;
- Cenno allegorico delle doti assicuranti la vita;
- Episodio della realizzazione morale del pensiero;
- Obiezioni esposte alla Reale Accademia della Crusca.

### Opere inedite
- Trattatello dell'Ortoepia e ortofonia. Ovvero della retta pronunzia italiana;
- Saggio di metafisica;
- Commento filologico storico sull'arte poetica di Quinto Orazio Flacco;
- Esame critico sul catalogo del Prof. di Belle Lettere e Matematiche Cav. A.C.;
- Le avventure degli Schipani, poemetto in versi sciolti;
- Teatro Poetico, contenente quattro lavori: Inequizie e amore - Il padre uccisore del figlio - Rosario Schipani - Agrippina;
- Il Pantheon storico, poesie varie;
- La festa collegiale, scherzo comico;
- La disgrazia di un marito, commedia;
- Tavole sinottico generali di tutte le forme attive dei verbi greci;
- Nuovo trattato di aritmetica.